# Song Nina
Song Nina (chinês tradicional: 宋 妮娜; Anshan, 7 de abril de 1980) é uma jogadora de voleibol chinesa, campeã olímpica nos Jogos de Atenas.
Em sua única aparição olímpica, Song integrou a seleção chinesa que venceu as Olimpíadas de 2004, em Atenas. Participou de dois jogos na primeira fase contra a República Dominicana e Cuba, no segundo onde marcou seus únicos três pontos na competição.